# جنجام
جنجام رمزها «GN» (بالإنجليزية: Ganjam)‏ ، هو تقسيم إداري لدولة الهند تتبع ولاية أوريسا (بالإنجليزية: Orissa)‏ ، مركزها هو مدينة شهاتربور (بالإنجليزية: Chhatrapur)‏ عدد سكانها حسب تعداد سنة 2001 هو 3,136,937 ، مساحتها 8,033 كم² وكثافة السكان 391 لكل كم² .